# Kevanemobius
Kevanemobius is een geslacht van rechtvleugeligen uit de familie krekels (Gryllidae). De wetenschappelijke naam van dit geslacht is voor het eerst geldig gepubliceerd in 2012 door Bolfarini & de Mello.

## Soorten
Het geslacht Kevanemobius  is monotypisch en omvat slechts de volgende soort:
- Kevanemobius paulistorum (Bolfarini & de Mello, 2012)